# 塞缪尔·泰勒·柯勒律治
塞缪尔·泰勒·柯勒律治（英語： /ˈkoʊlərɪdʒ/，1772年10月21日—1834年7月25日）是一位英国诗人、文学评论家、哲学家和神学家，他与朋友威廉·华兹华斯是英国浪漫主义运动的创始人和湖畔诗人的成员，成名作为《古舟子咏》《忽必烈汗》和《文学传记》。他对威廉·莎士比亚的批判性著作极具影响力，还将德国唯心主义哲学引入了英语世界。柯勒律治创造了许多现在很常用的文学术语，如“Suspension of disbelief”（怀疑暂停）。他对拉尔夫·沃尔多·爱默生和美国超验主义也产生了重大影响。
柯勒律治成年后一直处于持续的焦虑和抑郁中，可能患有躁鬱症。他身体很不健康，因此接受了鴉片酊治疗，这导致他鸦片成瘾并终生吸食鸦片。

## 早年
柯勒律治于1772年10月21日出生在英格兰德文郡的奧特里聖瑪麗，父亲约翰·柯勒律治（1718-1781）是当地圣玛丽教堂一位受人尊敬的牧师，且是当地国王学校的校长。约翰·柯勒律治与他的第一任妻子生了三个孩子。塞缪尔是他的第二任妻子安妮·鲍登（1726-1809）所生十个孩子中最小的。他的岳父可能是1726年德文郡南莫尔顿市长约翰·鲍登（John Bowden）。柯勒律治小时候“不喜欢孩子气的运动”，而是喜欢阅读。
约翰·柯勒律治于1781年去世后，8岁的塞缪尔被送到了慈善学校基督公學，在那里度过了童年。在那所学校，柯勒律治与同学查尔斯·兰姆成为朋友，研究过维吉尔和威廉·莱尔·鲍尔斯的作品。在写给托马斯·普尔的信中，柯勒律治说他六岁时读过《贝利撒留》《鲁滨逊漂流记》《菲力普卡尔》 和《天方夜谭》。他的老师教导有方，他也很喜欢自己的老师。
1791年到1794年，柯勒律治就读于剑桥大学耶稣学院。1792年，他因一首抨击奴隶贸易的颂歌获得布朗金奖（Browne Gold Meda）。1793年12月，他离开学院并使用假名“Silas Tomkyn Comberbache”加入了第15轻龙骑兵团，原因可能是欠债或他所爱的女孩玛丽·埃文斯拒绝了他。几个月后，他的兄弟以“精神错乱”为由安排他退伍，他被重新录取到耶稣学院，尽管后来没有获得学位。

## 政治与婚姻

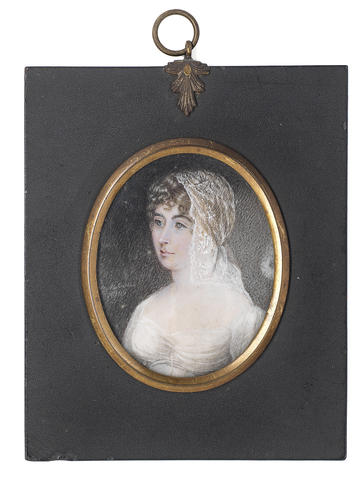
玛丽·玛蒂尔达·贝瑟姆绘的莎拉·柯勒律治像，1809

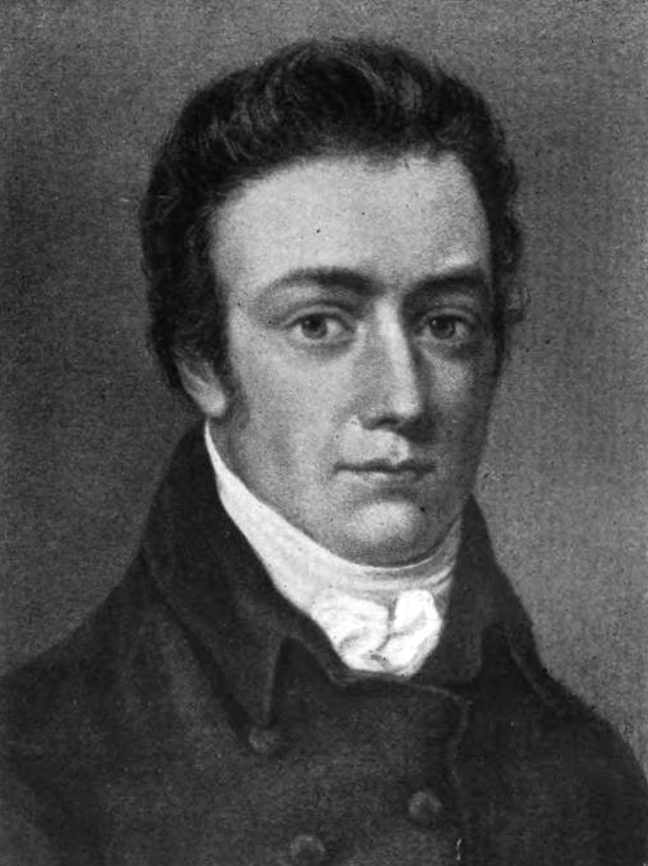
柯勒律治像

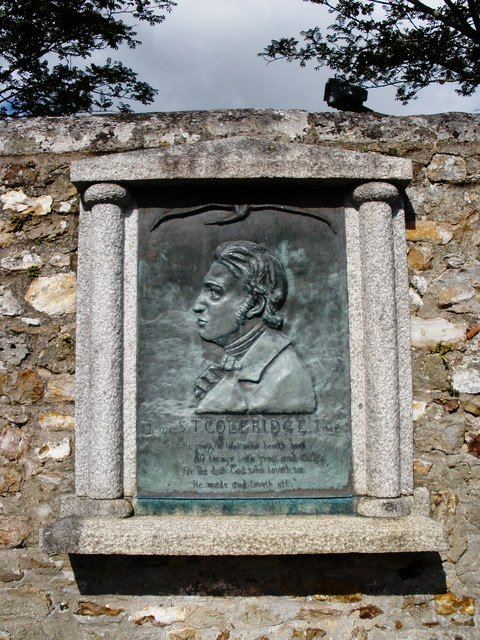
奥特里圣玛丽圣玛丽教堂纪念碑

### 剑桥和萨默塞特
在耶稣学院，柯勒律治接触到了激进的政治和神学思想，包括与他合作创作戏剧《罗伯斯庇尔的垮台》的诗人罗伯特·骚塞的思想。柯勒律治曾计划和骚塞在宾夕法尼亚州的荒野中建立一个乌托邦式的公社“Pantisocracy”，但没有成功。1795年，两人在布里斯托尔的圣玛丽红崖教堂与莎拉和艾迪斯·弗里克姐妹结婚。
1796年，他出版了他的第一部诗集《关于宗教和道德的各种主题的诗作》（Poems on Various Subjects, Religious and Moral）。此外，柯勒律治计划创办一本名为《守望者》（The Watchman）的杂志，每八天印刷一次，以避免每周报税。它于1796年3月出版。，但旋即于当年5月停刊。
1797年和1798年期间，他住在萨默塞特郡下斯托伊的柯勒律治小屋，这是柯勒律治一生中成果最多的时期。除了《古舟子咏》之外，柯勒律治还创作了《忽必烈汗》《这椴树凉亭——我的牢房》《午夜霜》和《夜莺》 。
他和华兹华斯在1795年结识。1798年，柯勒律治和华兹华斯联合出版了诗集《抒情歌謠集》，这是英国浪漫主义时代的起点。诗集中华兹华斯的诗更多，但最有名的是柯勒律治的《古舟子詠》。

### 西米德兰兹和北方
柯勒律治曾在什罗普郡短暂工作过，他于1797年12月在什魯斯伯里高街的一所教堂中担任当地一位论派牧师罗博士（Dr Rowe）的临时代理人。他当时正在考虑从事传道工作，并于1798年1月14日星期日在高街的教堂尝试进行了布道， 威廉·赫茲利特在会众中，后来两人结识，柯勒律治还去韦姆拜访过赫兹利特和他的父亲。不过，在布道后的一两天内，他收到了约书亚·韦奇伍德二世（Josiah Wedgwood II）的一封信，后者提出可以给他150英镑的年金（约合今天的13,000英镑）帮助他摆脱经济困难，条件是他放弃教会职务。柯勒律治接受了，这让希望和他成为邻居的黑兹利特感到失望。
1798年9月16日，柯勒律治和华兹华斯一家前往德国。柯勒律治很快开始自己活动，大部分时间都在大学城度过。1799年2月，他就读于哥廷根大学，听过约翰·弗里德里希·布卢门巴赫和约翰·戈特弗里德·艾希霍恩的讲座。在此期间，他对德国哲学产生兴趣，特别喜欢伊曼努尔·康德的先验唯心论和批判哲学，以及18世纪剧作家戈特霍尔德·埃弗拉伊姆·莱辛的文学批评。柯勒律治学过德语，回国后将德国古典诗人弗里德里希·席勒的戏剧三部曲《华伦斯坦》翻译成英文。

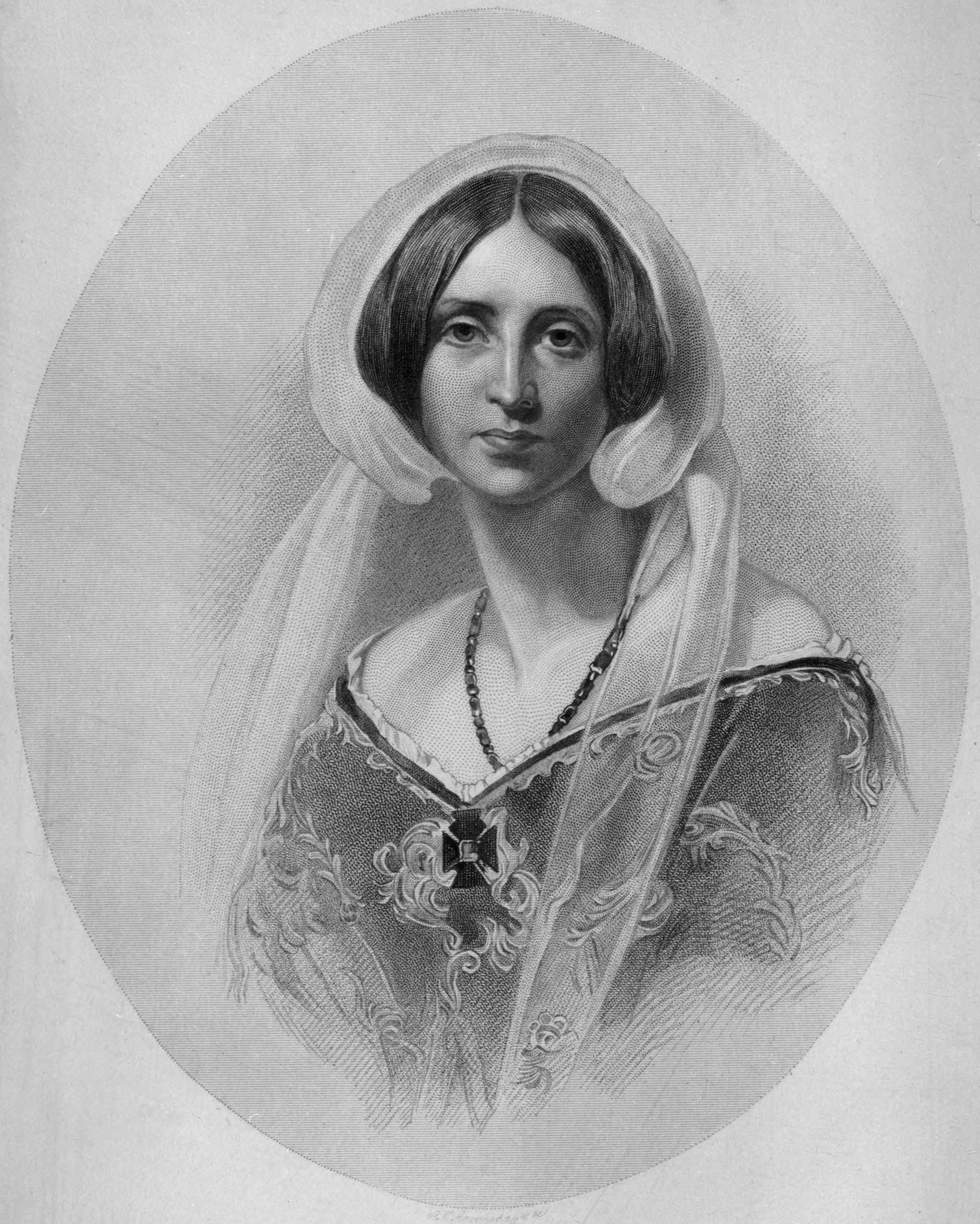
塞缪尔·泰勒·柯勒律治的女儿萨拉·柯勒律治，1830年，理查德·詹姆斯·莱恩绘

1799年，柯勒律治和华兹华斯一家住在达灵顿附近索克本的农场。柯勒律治在索克本写下了《爱》。这首诗是约翰·济慈《无情美女》（La Belle Dame Sans Merci）的直接灵感来源。
1800年，他在湖区凯西克的格里塔庄园（Greta Hall）定居，靠近华兹华斯居住的格拉斯米爾。他长期（约18个月）在华兹华斯家过夜，但由于他对鴉片酊的依赖性越来越强，经常做噩梦把孩子们吵醒，其实不是很受华兹华斯家欢迎。他还很挑食，这令做饭的多萝西·华兹华斯感到沮丧。他的婚姻问题、噩梦、疾病、鸦片瘾和与华兹华斯的紧张关系以及对自己诗歌创作能力的缺乏信心导致他创作了《沮喪頌》（Dejection: An Ode），并加强哲学研究。

## 晚年

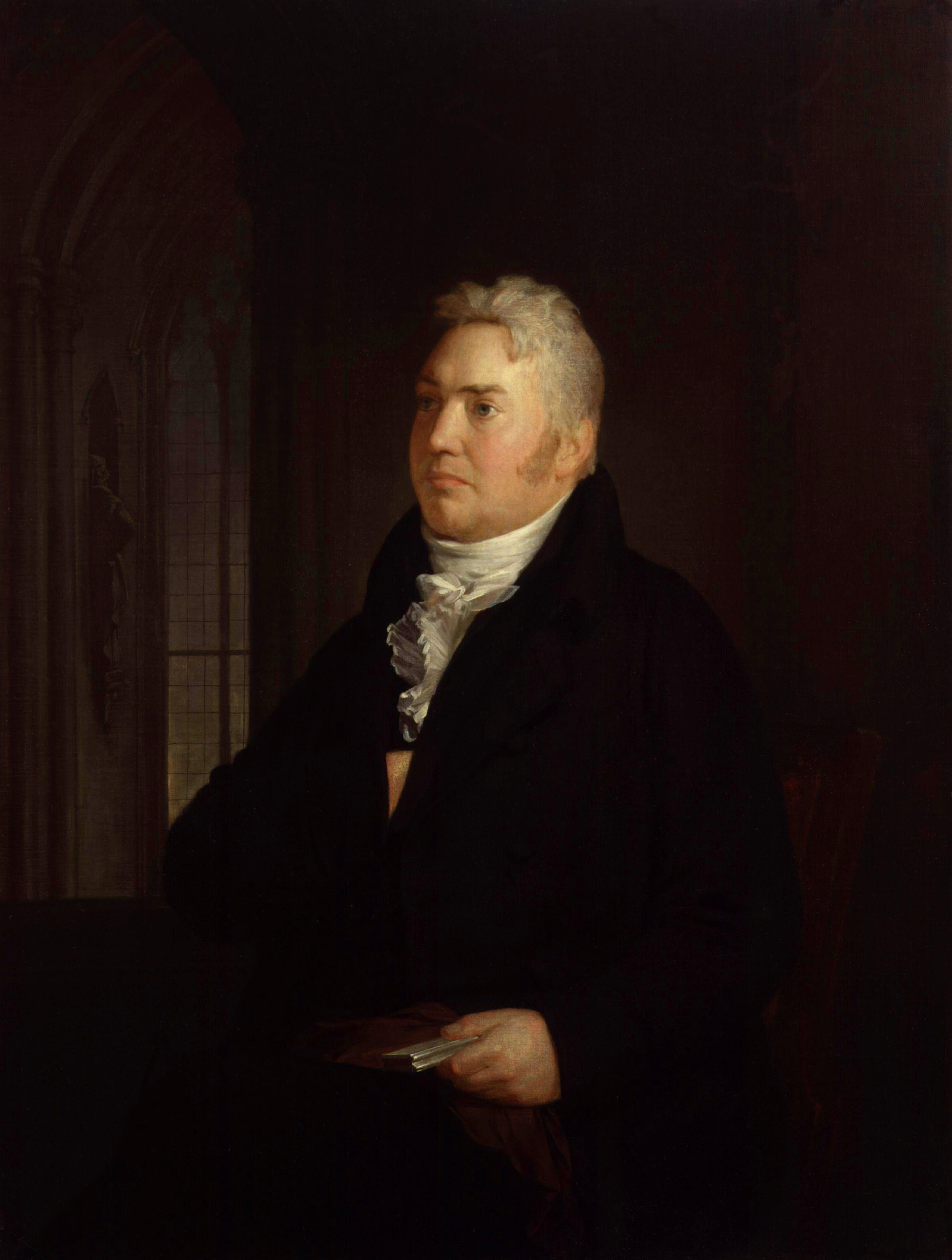
42岁的柯勒律治，华盛顿·奥尔斯顿绘

1804年，他前往西西里岛和马耳他，在亚历山大·鲍尔（Alexander Ball）手下担任马耳他代理公务秘书（Acting Public Secretary of Malta）。他住在阿塔德的圣安东宫，工作很顺利，但最后还是辞职并于1806年返回英国。1807年到1808年，柯勒律治回到马耳他，然后在西西里岛和意大利旅行，希望离开英国潮湿的气候可以改善他的健康，从而减少对鸦片的依赖。但托馬斯·德·昆西说就是这段时期，柯勒律治成为了彻头彻尾的吸毒者，以鸦片来刺激他失去的年轻人的活力和创造力。
他每周使用多达两夸脱的鸦片，生活因此逐渐崩溃：1808年他与妻子萨拉分居，1810年与华兹华斯吵架，1811年失去了部分年金。1814年，他开始由丹尼尔博士（Dr. Daniel）照顾起居，他的毒瘾导致了严重的便秘，需要定期进行灌肠。
1809年，柯勒律治第二次尝试成为出版商，出版了名为《朋友》（The Friend）的期刊。这是一份周刊，由柯勒律治单枪匹马地编写、编辑和出版。鉴于柯勒律治缺乏管理和业务能力，该出版物可能从一开始就注定要失败。柯勒律治得到超过500份订阅，其中超过两打来自国会议员。但在1809年末，出版物因经济问题而瘫痪，柯勒律治不得不找理查德·夏普、汤姆·普尔和其他一两个富有的朋友贷款。《朋友》共发行了25期，对约翰·斯图尔特·密尔和拉尔夫·沃尔多·爱默生产生了影响。

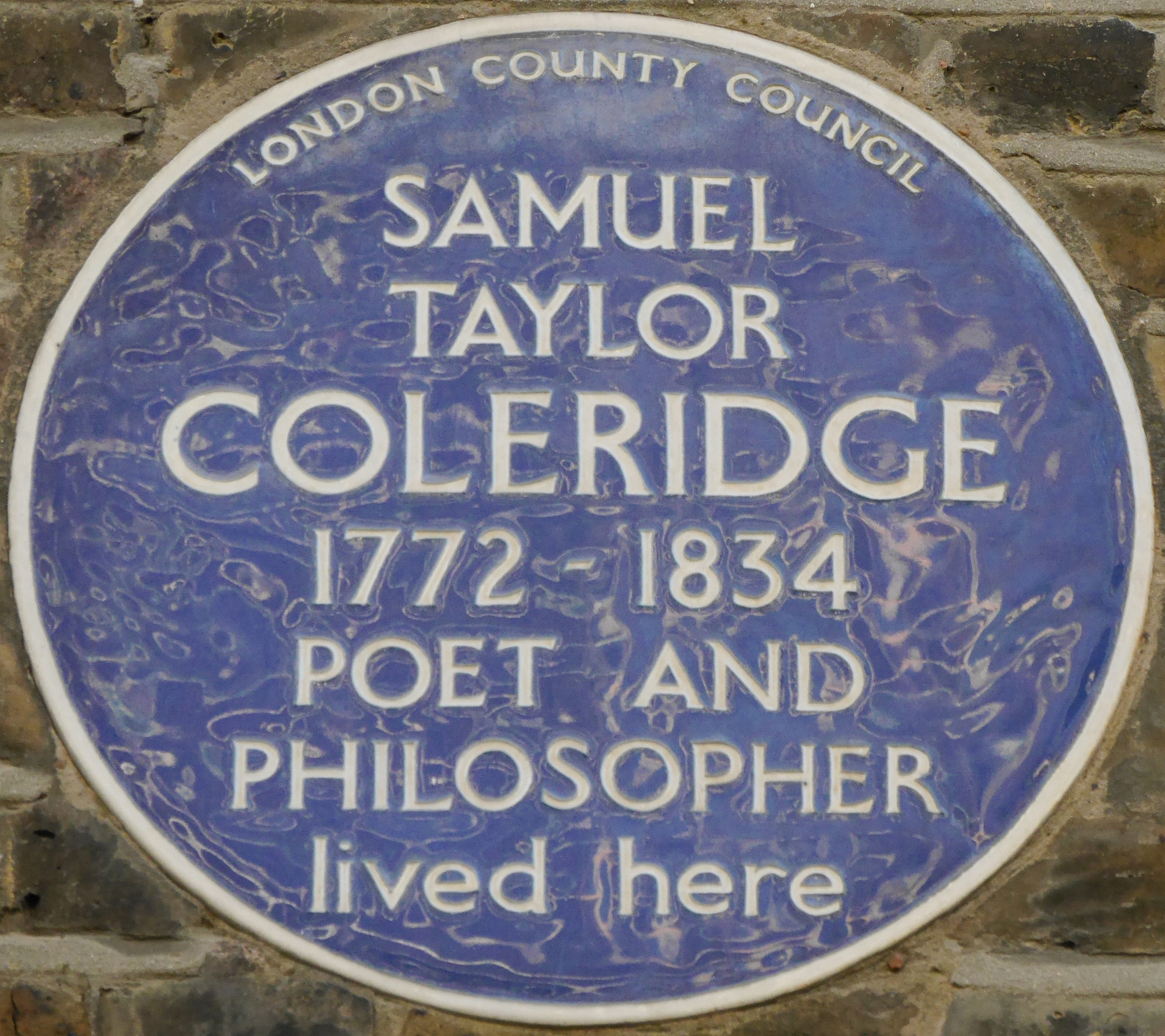
柯勒律治的蓝色牌匾，伦敦西肯辛顿

### 伦敦
1810年至1820年间，柯勒律治在伦敦和布里斯托尔举办了一系列关于莎士比亚的讲座。
1814年8月，拜伦勋爵的出版商约翰·默里与柯勒律治接洽，商讨翻译歌德经典著作《浮士德》。柯勒律治当时也以对魔鬼学的研究出名，他接受了委托，但六个星期后放弃。尽管歌德自己相信他实际上已经在1820年代完成了这部作品的翻译，但后世学者认为并非如此。2007年9月，牛津大學出版社出版了歌德作品的英文译本——据称就是柯勒律治失传已久的杰作，引发了一场激烈的学术争论。
1814年至1816年间，柯勒律治住在威尔特郡的卡恩，似乎能够专注于他的工作并控制他的毒瘾，起草《文学传记》。他在教堂街（Church Street）上向当地外科医生佩奇先生（Mr Page）租了房间，原址现在有一块纪念他的藍色牌匾。
1816年4月，柯勒律治的毒瘾越来越严重，他精神消沉，与家人疏远，住在伦敦北部高门（海格特，Highgate）的医生詹姆斯·吉尔曼家中。詹姆斯·吉尔曼的治疗起了一点成效，柯勒律治在海格特度过了他的余生。
在这里，柯勒律治完成了他的主要散文作品《文学传记》 ，这本书由23章的自传和各种主题的论文组成。他还撰写了一些在他去世后不久发表的文章，如《论信仰》 （Essay on Faith，1838） 和《一个求知灵魂的自白》 （Confessions of an Inquiring Spirit，1840）。他的一些追随者是牛津运动的核心人物，他的宗教著作深刻地塑造了19世纪中叶的英国国教。
柯勒律治完成了构成手稿集《Opus Maximum》的各种手稿，主要研究康德的辩证法。这部作品在生前也没有出版，直到2002年才首次出版。
柯勒律治于1834年7月25日在高门去世，原因是心臟衰竭和一种未知的肺部疾病，可能与他吸食鸦片有关。柯勒律治在吉尔曼家度过了18年，吉尔曼家专门为他修了一个房间。

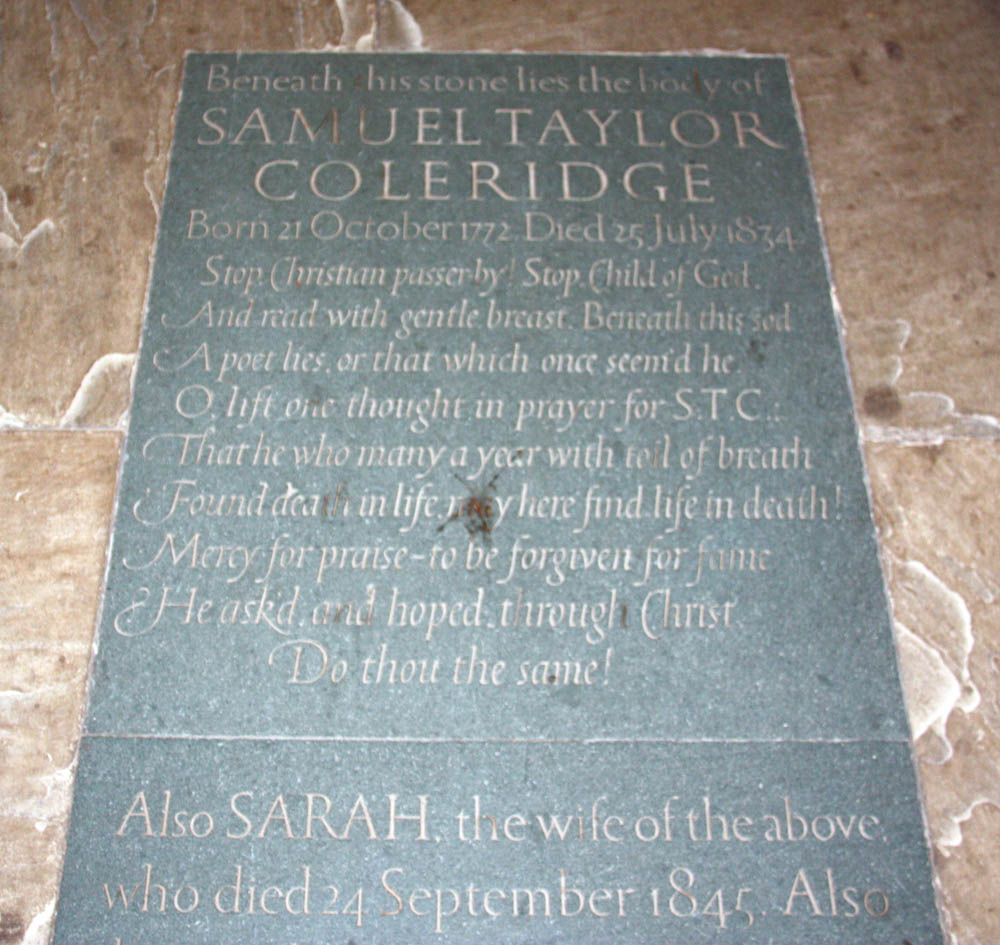
伦敦高门圣米迦勒堂的柯勒律治墓

柯勒律治最初被埋葬在高门学校正门旁边的旧高门礼拜堂（Old Highgate Chapel），但在1961年改葬高门的堂区教堂高门圣米迦勒堂（St. Michael's Parish Church）。新建的教堂的门正对着柯勒律治的故居。